# No Reply (album)
Pour les articles homonymes, voir No Reply.
 (juillet 2020).
Albums de Daylight Dies
Idle (démo)
(2000) Dismantling Devotion
(2006)
No Reply  est le premier album studio du groupe de death metal mélodique américain Daylight Dies, sorti en octobre 2002 sous le label Relapse Records.

## Liste des titres
| 1.    | The Line that Divides   | 7:13 |
| 2.    | I Wait                  | 6:48 |
| 3.    | Hollow Hands            | 6:08 |
| 4.    | Four Corners            | 8:11 |
| 5.    | Unending Waves          | 7:05 |
| 6.    | In the Silence          | 7:08 |
| 7.    | Minutes Pass            | 8:46 |
| 8.    | Back in the World       | 3:10 |
| 9.    | Everything that Belongs | 6:44 |
| 61:15 |                         |      |